# Hayden Lake
Hayden Lake är en ort i Kootenai County, Idaho, USA. Det är en förort till Coeur d'Alene.